# Takashi Mizuno
Takashi Mizuno (水野 隆, Mizuno Takashi, 28 april 1931) is een Japans voormalig voetballer die als aanvaller speelde.

## Clubcarrière
In 1950 ging Mizuno naar de Kwansei Gakuin University, waar hij in het schoolteam voetbalde. Nadat hij in 1954 afstudeerde, ging Mizuno spelen voor Yuasa Batteries. Mizuno veroverde er in 1953, 1955 en 1958 de Beker van de keizer.

## Japans voetbalelftal
Takashi Mizuno debuteerde in 1955 in het Japans nationaal elftal en speelde 1 interland.

## Statistieken
| Japans voetbalelftal | Japans voetbalelftal | Japans voetbalelftal |
| Jaar                 | Wed.                 | Dlp.                 |
| -------------------- | -------------------- | -------------------- |
| 1955                 | 1                    | 0                    |
| Totaal               | 1                    | 0                    |